# خانه اپرای زوریخ
خانه اپرای زوریخ (به آلمانی: Opernhaus Zürich) یک سالن اپرا در شهر زوریخ سوئیس است.  این مکان در Sechseläutenplatz واقع شده است و از سال ۱۸۹۱ خانه اپرای زوریخ بوده است و همچنین برنهارد-تئاتر زوریخ را در خود جای داده است.  این شهر همچنین خانه باله زوریخ است.

### تاریخچه
سالن اپرای زوریخ اولین سالن تئاتر دائمی زوریخ بود که در ۱۸۳۴ ساخت شد و در طول دوره تبعید ریچارد واگنر از آلمان محل فعالیت های واگنر شد.

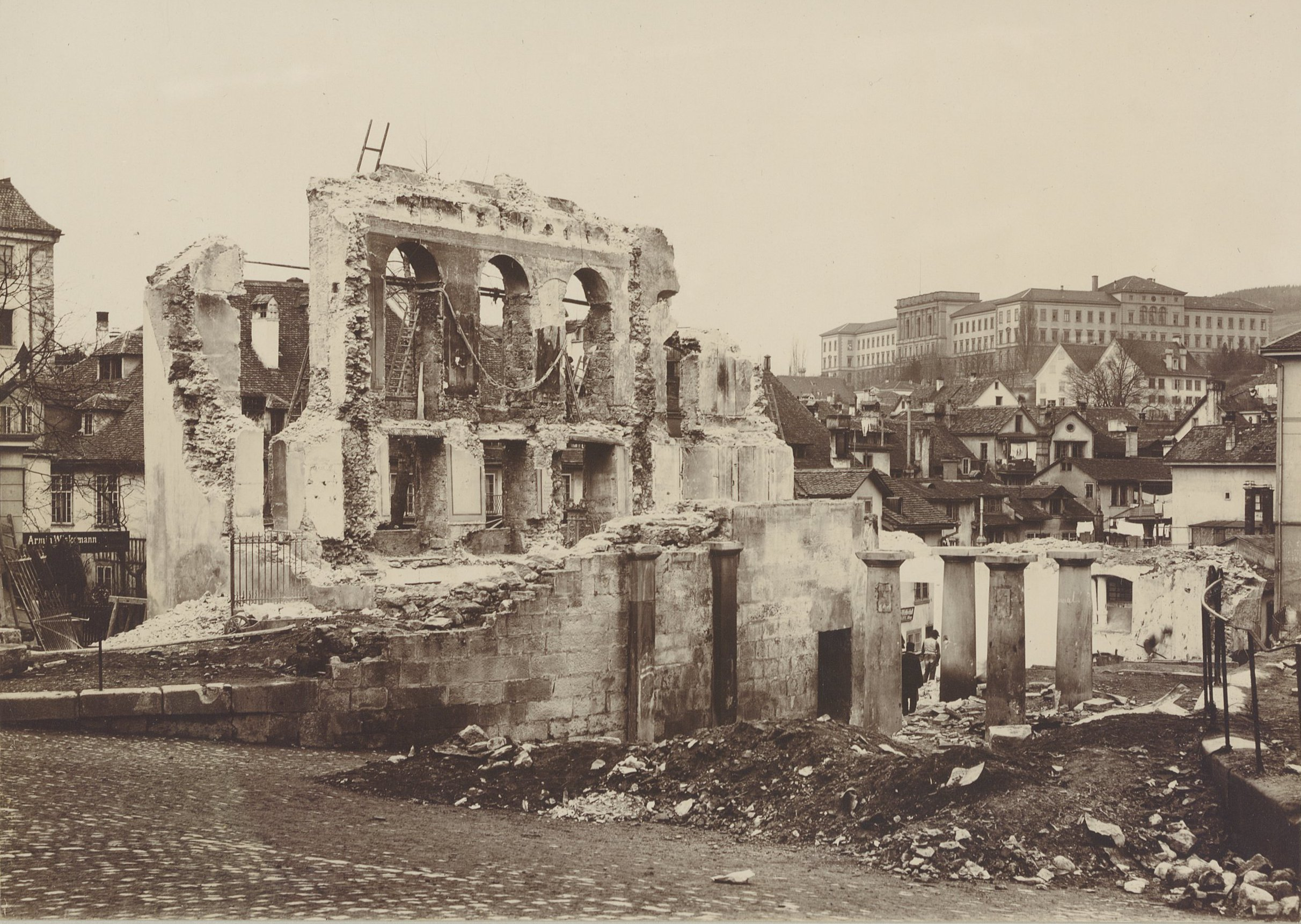
ویرانه های تئاتر آکتینت پس از آتش سوزی سال ۱۸۹۰

این خانه تنها در ۱۶ ماه ساخته شد و در سال ۱۸۹۱ افتتاح شد و اولین سالن اپرا در اروپا بود که دارای روشنایی الکتریکی بود.